# Hydropsyche formosae
Hydropsyche formosae är en nattsländeart som beskrevs av Iwata 1928. Hydropsyche formosae ingår i släktet Hydropsyche och familjen ryssjenattsländor. Inga underarter finns listade i Catalogue of Life.